# کلاودیوش کائوفمن
کلاودیوش کائوفمن (لهستانی: Klaudiusz Kaufmann؛ زادهٔ ۸ آوریل ۱۹۷۸) بازیگر اهل لهستان است.
از فیلم‌ها یا مجموعه‌های تلویزیونی که وی در آن‌ها نقش داشته‌است، می‌توان به تماس با پلیس ۱۱۰ و ناقوس جنگ اشاره نمود.